# Georgios Stefanou
Georgios Stefanou (griechisch Γεώργιος Στεφάνου, * 12. Januar 1981 in Athen) ist ein griechischer Volleyballspieler. Er steht bei Olympiakos Piräus unter Vertrag.

## Werdegang

### Verein
Georgios Stefanou, der bei einer Körpergröße von 1,88 m auf der Position des Liberos spielt, begann seine Karriere 1992 beim griechischen Verein Petroupoli, wo er für acht Jahre spielte. Im Sommer 2000 wechselte Stefanou zu Ionikos Neas Filadelfias, ehe er ein Jahr später beim Ligakonkurrenten AE Nikeas einen Vertrag unterschrieb. Mit Nikea gewann Stefanou 2003 den griechischen Vereinspokal und somit seinen ersten persönlichen Titel. Im gleichen Jahr wechselte er zum Spitzenverein Panathinaikos Athen, wo er bis 2009 unter Vertrag stand. Mit Panathinaikos konnte Stefanou zwei Meisterschaften (2004, 2006), einen Pokal (2007) sowie den Griechischen Supercup (2006) gewinnen und schaffte es zudem sich für das Final-4-Turniere des Top Teams Cups 2006 zu qualifizieren. 2009 wechselte er erstmals zu Olympiakos Piräus, mit denen er die Saison 2009/10 als Meister beendete. Trotz dieses Erfolges ging er im Folgejahr für eine Saison zu E.A. Patras, bevor es ihn 2011 zu Iraklis Thessaloniki verschlug. Mit der Mannschaft feierte er seinen insgesamt vierten Meistertitel und sicherte sich zudem den Pokalsieg. Zur Saison 2012/13 ging er jedoch zurück zu Olympiakos und gewann dort 2013 und 2014 jeweils das Double aus Meisterschaft und Pokal. Zudem sicherte sich die Mannschaft 2013 und 2015 den Ligapokal. 2015 wechselte er für eine Saison zu Kifissia VC, bevor er 2016 nach Piräus zurückkam. 2017 gewann er zum siebenten Mal den Griechischen Pokal und zum dritten Mal den Ligapokal.

### Nationalmannschaft
Georgios Stefanou ist ein fester Bestandteil der griechischen Nationalmannschaft und nahm mit dieser unter anderem an den Olympischen Spielen 2004 in Athen teil. Insgesamt bestritt er bis August 2017 233 Spiele für die Nationalmannschaft.

## Titel
- Griechischer Meister: 2004, 2006, 2010, 2012, 2013, 2014
- Griechischer Pokalsieger: 2003, 2007, 2008, 2012, 2013, 2014, 2017
- Griechischer Ligapokal: 2013, 2015, 2017
- Griechischer Supercup: 2006